# Shannon Fill
Shannon Fill (* 13. Juni 1971 in Texas, Vereinigte Staaten) ist eine US-amerikanische Schauspielerin, bekannt durch ihre Rolle als Sito Jaxa in Raumschiff Enterprise: Das nächste Jahrhundert. 
Sie wirkte in den Episoden First Duty (dt.: Ein missglücktes Manöver, 1992) und Lower Decks (dt.: Beförderung, 1994) mit, wobei sie jeweils eine tragende Rolle spielte.
Des Weiteren war sie in Serien wie Walker, Texas Ranger oder auch Mord ist ihr Hobby zu sehen.

## Filmografie
- 1992: Mord ist ihr Hobby (Murder, She Wrote, Fernsehserie, Folge Murder on Madison Avenue)
- 1992: Freshman Dorm (Fernsehserie, Folge The Scarlett Letter)
- 1994: The Source of Suction
- 1992/1994: Raumschiff Enterprise: Das nächste Jahrhundert (Star Trek: The Next Generation, Fernsehserie, zwei Folgen)
- 1994: Die Babyhändler – Tränen einer Mutter (Moment of Truth: Cradle of Conspiracy, Fernsehfilm)
- 1994: Palm Beach-Duo (Silk Stalkings, Fernsehserie, Folge Reluctant Witness)
- 1994: The Source of Suction
- 1995: Walker, Texas Ranger (Fernsehserie, Folge Collision Course)
- 1995: Vom Lehrer bedrängt – Mißbrauch an der Schule (Deceived by Trust: A Moment of Truth Movie, Fernsehfilm)
- 2023: Star Trek: Lower Decks (Fernsehserie, Folge Alte Freunde, neue Planeten, Stimme)